# Котове (Березинський район)
Котове (біл. вёска Котава) — село в складі Березинського району Мінської області, Білорусь. Село підпорядковане Ушанській сільській раді, розташоване в східній частині області.